# Yellu Santiago
Yellu Santiago, pseudonimo di Jesús Santiago Pérez (Cartagena, 25 maggio 2004), è un calciatore spagnolo, centrocampista del Verona.

## Carriera

### Club
Santiago ha iniziato la sua carriera calcistica con il Valencia con cui ha debuttato in prima squadra il 19 aprile 2022 nell'incontro di Primera División perso 2-0 contro il Villarreal. Nelle successive due stagioni non si è più affacciato in prima squadra giocando solamente con il Mestalla in Segunda Federación.
Il 10 gennaio 2024 è stato ceduto a titolo definitivo al Getafe.
Il 24 luglio 2025 viene ingaggiato dall’ Hellas Verona a parametro zero, con un contratto di tre anni valido fino al 30 giugno 2028. Esordisce con i veneti il 18 agosto, all'80' della partita di Coppa Italia in casa dell'Audace Cerignola, vinta ai tiri di rigore, anche se è il suo l'unico errore dei gialloblu nella sequenza.

### Nazionale
Ha giocato nella nazionale spagnola Under-18.

## Statistiche

### Presenze e reti nei club
Statistiche aggiornate al 9 marzo 2024.
| Stagione                 | Squadra                  | Campionato               | Campionato | Campionato | Coppe nazionali | Coppe nazionali | Coppe nazionali | Coppe continentali | Coppe continentali | Coppe continentali | Altre coppe | Altre coppe | Altre coppe | Totale | Totale | Totale |
| Stagione                 | Squadra                  | Comp                     | Pres       | Reti       | Comp            | Pres            | Reti            | Comp               | Pres               | Reti               | Comp        | Pres        | Reti        | Pres   | Reti   |        |
| ------------------------ | ------------------------ | ------------------------ | ---------- | ---------- | --------------- | --------------- | --------------- | ------------------ | ------------------ | ------------------ | ----------- | ----------- | ----------- | ------ | ------ | ------ |
| 2021-2022                | Valencia                 | PD                       | 3          | 0          | CR              | 0               | 0               |                    | -                  | -                  |             | -           | -           | 3      | 0      |        |
| 2022-2023                | Valencia Mestalla        | SF                       | 27         | 1          |                 | -               | -               |                    | -                  | -                  |             | -           | -           | 27     | 1      |        |
| 2023-2024                | Valencia Mestalla        | SF                       | 14         | 0          |                 | -               | -               |                    | -                  | -                  |             | -           | -           | 14     | 0      |        |
| Totale Valencia Mestalla | Totale Valencia Mestalla | Totale Valencia Mestalla | 41         | 1          |                 | 0               | 0               |                    | -                  | -                  |             | -           | -           | 41     | 1      |        |
| 2023-2024                | Getafe                   | PD                       | 19         | 0          | CR              | 4               | 0               |                    | -                  | -                  |             | -           | -           | 23     | 0      |        |
| Totale carriera          | Totale carriera          | Totale carriera          | 49         | 1          |                 | 0               | 0               |                    | -                  | -                  |             | -           | -           | 49     | 1      |        |